# Robert Dold

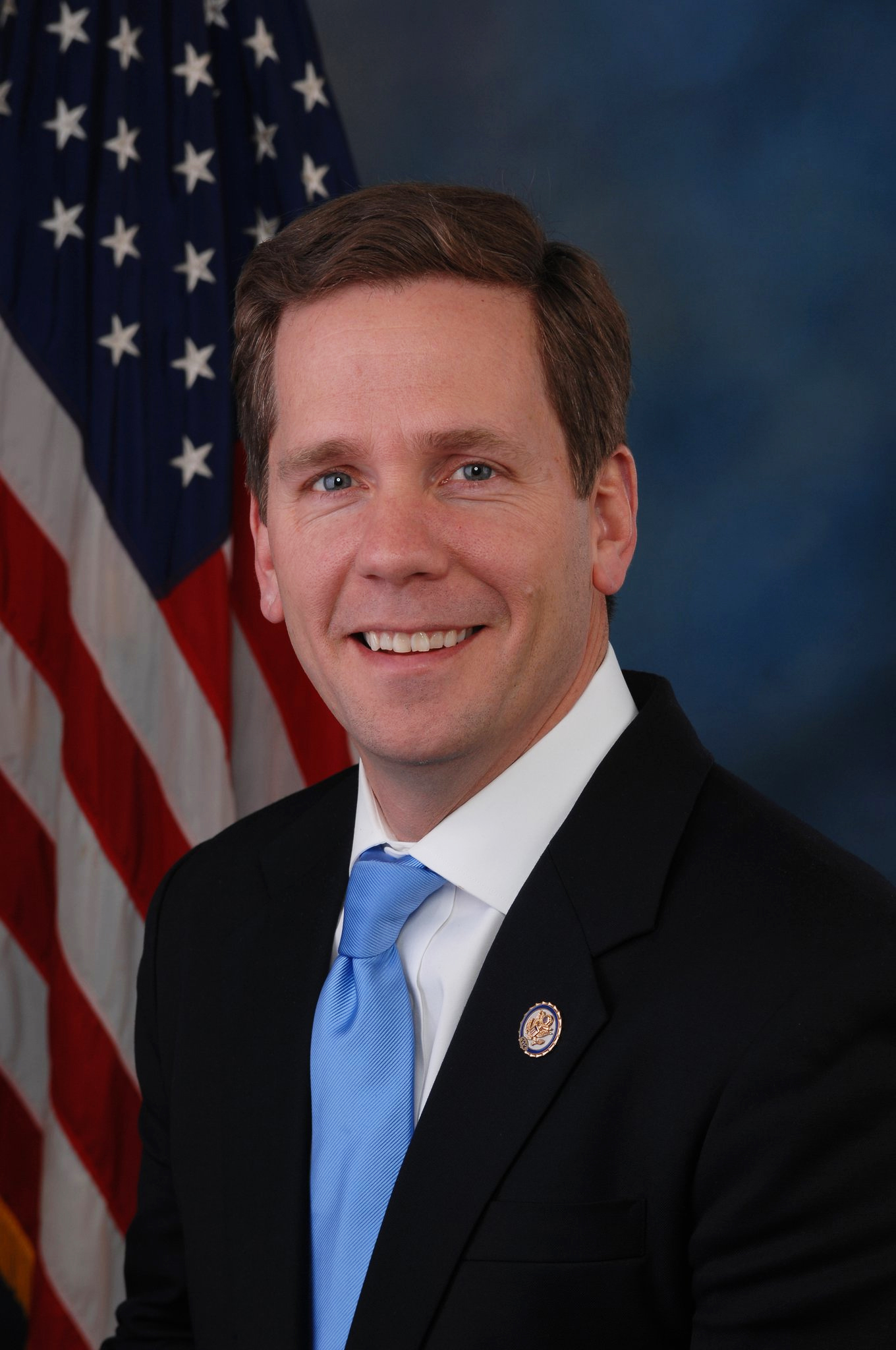
Robert Dold (2011)

Robert James Dold (* 23. Juni 1969 in Winnetka, Illinois) ist ein US-amerikanischer Politiker der Republikanischen Partei. Von 2011 bis 2013 vertrat er den Bundesstaat Illinois im US-Repräsentantenhaus, dem er vom 3. Januar 2015 bis 3. Januar 2017 erneut angehörte. Nach seiner Abwahl im Jahr 2016 schied er 2017 wieder aus dem Kongress aus.

## Werdegang
Robert Dold besuchte die New Trier High School in Winnetka und studierte danach bis 1991 an der Denison University in Granville (Ohio). Daran schlossen sich bis zum Jahr 2000 Studiengänge an der Indiana University in Bloomington und an der Northwestern University an. Dold übernahm danach die familieneigene Firma Rose Pest Solutions. Gleichzeitig schlug er als Mitglied der Republikanischen Partei eine politische Laufbahn ein. Von 1991 bis 1993 gehörte er zum Stab von US-Vizepräsident Dan Quayle; zwischen 1997 und 1999 war er Rechtsberater des Committee on Oversight and Government Reform im US-Repräsentantenhaus.
Bei den Wahlen des Jahres 2010 wurde Dold im zehnten Wahlbezirk von Illinois in den Kongress in Washington, D.C. gewählt, wo er am 3. Januar 2011 die Nachfolge des zwischenzeitlich zurückgetretenen Mark Kirk antrat, der in den US-Senat gewählt worden war. Dold gilt als moderater Republikaner. Er war Mitglied im Finanzausschuss und in zwei von dessen Unterausschüssen. Bei den Kongresswahlen 2012 verlor er mit rund 2500 Stimmen Unterschied gegen den Demokraten Brad Schneider, der ihn damit am 3. Januar 2013 im Parlament ablösen konnte. Bei den darauffolgenden Kongresswahlen 2014 gewann er seinen Sitz mit rund 6500 Stimmen Vorsprung gegenüber Schneider zurück. Damit konnte er am 3. Januar 2015 eine weitere zweijährige Amtszeit im US-Repräsentantenhaus antreten. Bei den Wahlen des Jahres 2016 kam es zu einem weiteren Duell mit Schneider, das dieser dieses Mal gewann. Damit ging das Mandat am 3. Januar 2017 von Dold wieder an Schneider über.
Robert Dold ist verheiratet und hat drei Kinder. Privat lebt er mit seiner Familie in Kenilworth.